# Julius Hoppe
Julius Hoppe (* 28. Juli 1854 in Berlin; † 9. Oktober 1899 in Bonn) war ein deutscher Kaufmann, Turner und Turnfunktionär. Er war langjähriger Präsident der Berliner Turnerschaft.

## Leben und Werk
Nach dem Schulbesuch war er zuerst Laufbursche, dann Lehrling und später Gehilfe in einem Manufakturgeschäft in Berlin, bevor er eine Anstellung in der Firma von Rudolf Herzog und später bei Gerson erhielt. Durch große Sparsamkeit konnte er ein eigenes Geschäft als Kaufmann eröffnen und sich 1890 mit einem beträchtlichen Vermögen im Alter von 36 Jahren zur Ruhe zu setzen.
1858 war er in den Turnverein Eiselen eingetreten und wurde 1863 Gründungsmitglied der Berliner Turnerschaft. 1867 wurde er in den Vorstand dieser Turnerschaft und 1873 zum Ersten Vorsitzenden gewählt. Daneben war er im reichsweiten Ausschuss der Deutschen Turnerschaft. Durch eine Eingabe im Deutschen Reichstag trug er als Ausschussmitglied 1893 maßgeblich dazu bei, dass der Turnunterricht in den Schulen flächendeckend im gesamten Deutschen Reich eingeführt wurde. 1895 übernahm er die Funktion des Kassenwarts des Ausschusses der Deutschen Turnerschaft und blieb bis zu seinem frühen Tod 1899 im Amt. Daneben war ihm die Verwaltung der Stiftung zur Errichtung deutscher Turnstätten übertragen worden.
1895 nahm er am Italienischen Bundesturnerfest in Rom teil.
Nach dem Tod des Berliner „Turnvaters“ Eduard Angerstein 1896 regte Hoppe die Bildung eines Ausschusses für die Errichtung eines Grabdenkmals für Angerstein an, dessen Vorsitz er übernahm.